# Rajwa Al Saif
Prinses Rajwa al-Hoessein (Arabisch: رجوة الحسين, Rajwat alhusayn) (geboren als Rajwa Al Saif; Riyad, 28 april 1994) is de echtgenote van kroonprins Hoessein van Jordanië.

## Biografie
Al Saif is de jongste van vier kinderen en behoort tot de Saoedische adel. Via haar moeder is ze familie van de koning van Saoedi-Arabië, haar vader stamt af van de sjeiks van Al-Attar in de regio Sudair. Haar vader Khaled Al Saif studeerde af aan de Amerikaanse universiteit van Beiroet met een graad in civiele techniek. Zijn bedrijf El Seif Group is een van de machtigste in de bouw- en investeringssector in Saoedi-Arabië.
Zelf heeft Al Saif gestudeerd aan de universiteit van Syracuse en is ze afgestudeerd architect.

## Huwelijk en gezin
Op 17 augustus 2022 werd haar verloving met kroonprins Hoessein van Jordanië bekendgemaakt. Het koppel trouwde op 1 juni 2023 in de Jordaanse hoofdstad Amman. Zij kreeg daarop de titel Prinses Rajwa al-Hoessein.
Het echtpaar heeft een kind:
- prinses Iman (geboren op 3 augustus 2024)